# Wieland Held
Wieland Held (* 24. Februar 1939 in Leipzig; † 23. Februar 2003) war ein deutscher Historiker, der sich zunächst als Althistoriker betätigte und später mit deutscher Geschichte beschäftigte.
Wieland Held war seit 1953 Mitglied der FDJ und legte 1957 sein Abitur ab. Anschließend absolvierte er bis 1958 ein praktisches Jahr in der Industrie und begann dann mit dem Studium der Geschichte, Germanistik, Pädagogik und Psychologie an der Universität Leipzig (KMU) und am Pädagogischen Institut Leipzig. 1962 schloss er mit dem Staatsexamen ab und wurde zunächst Lehrer für Geschichte und Deutsch an Polytechnischen Oberschulen. 1963 bestand er ein zweites Staatsexamen für des Lehramt in Geschichte an den Erweiterten Oberschulen.
Die Promotion Helds erfolgte im Februar 1966 mit einer Arbeit zum Thema Untersuchungen über den römischen Kolonat am Ende des 2. und zu Beginn des 3. Jahrhunderts, Gutachter waren Rigobert Günther und Gerhard Schrot. Danach wurde Held zunächst wissenschaftlicher Assistent und später Oberassistent für Alte Geschichte an der Universität Greifswald. Die Promotion B erfolgte 1971 in Leipzig mit der Arbeit Die Vertiefung der allgemeinen Krise im Westen des Römischen Reiches am Ende des 3. und in der ersten Hälfte des 4. Jahrhunderts. Nach der Promotion B wurde Held Redakteur am Bibliographischen Institut Leipzig. Seit 1979 lehrte er zudem mit einem Lehrauftrag an der Sektion Geschichte der KMU. Im Februar 1979 wurde er Hochschuldozent für Deutsche Geschichte.
Nach der Wende wurde Held 1992 neu berufen und ordentlicher Professor für Sächsische Landesgeschichte am Historischen Seminar in Leipzig. 1998 musste er wegen schwerer Krankheit frühpensioniert werden.

## Schriften (Auswahl)
- Die Vertiefung der allgemeinen Krise im Westen des Römischen Reiches. Studien über die sozialökonomischen Verhältnisse am Ende des 3. und in der ersten Hälfte des 4. Jahrhunderts (= Schriften zur Geschichte und Kultur der Antike. Bd. 10). Akademie-Verlag, Berlin 1974.
- Zwischen Marktplatz und Anger. Stadt-Land-Beziehungen im 16. Jh. in Thüringen. Böhlau, Weimar 1988, ISBN 3-7400-0060-0.
- 1547, die Schlacht bei Mühlberg, Elbe. Entscheidung auf dem Wege zum albertinischen Kurfürstentum Sachsen. Sax, Beucha 1997 ISBN 3-930076-43-8.
- Der Adel und August der Starke. Konflikt und Konfliktaustrag zwischen 1694 und 1707 in Kursachsen. Böhlau, Köln u. a. 1999 ISBN 3-412-16398-8.
- mit Uwe Schirmer: Rudolf Kötzschke und das Seminar für Landesgeschichte und Siedlungskunde an der Universität Leipzig. Heimstatt sächsischer Landeskunde (= Schriften der Rudolf-Kötzschke-Gesellschaft. Bd. 1). Sax, Beucha 1999, ISBN 3-930076-53-5.